# Androcorys kalimpongensis
Androcorys kalimpongensis är en orkidéart som först beskrevs av Udai Chandra Pradhan, och fick sitt nu gällande namn av Agrawala och Harsh Jeet Chowdhery. Androcorys kalimpongensis ingår i släktet Androcorys och familjen orkidéer. Inga underarter finns listade i Catalogue of Life.